# Stig Backman (historiker)
Seth Wilhelm Stig Backman, född den 13 maj 1905 i Stockholm, död den 24 augusti 1965 i Lungsunds församling, Värmlands län, var en svensk skolman och historiker. Han var son till Georg Backman.
Backman avlade studentexamen 1924, filosofie kandidatexamen 1930, filosofisk ämbetsexamen 1932 och filosofie licentiatexamen 1938. Han promoverades till filosofie doktor 1941. Beckman innehade olika adjunktsförordnanden i Kristianstad, Motala, Vimmerby och Avesta
1941–1947. Han blev lektor i Visby sistnämnda år och vid Lundsbergs skola 1952. Backman publicerade Från Rawicz till Fraustadt. Studier i det stora nordiska krigets diplomati 1704–1706 (doktorsavhandling 1940) samt historiska uppsatser och artiklar i fack- och dagspress. Han vilar på Gnosjö kyrkogård.